# 테드 디비아시
테드 디비아시(Ted DiBiase 1954년 1월 18일 ~ )는 미국의 남자 프로레슬링선수다. 1975년에 프로레슬링에 입문했으며 1994년에 은퇴하였다. 네브래스카주에서 태어났다. 갑부 기믹의 프로레슬러라서 팬들에게는 WWF/WWE 링네임이 밀리언 달러맨(The Million Dollar Man)으로 유명하다. 피니쉬는 밀리언 달러 드림(코브라 클러치), 밀리언 달러 드롭(다이빙 시티드 센턴), 밀리언 달러 파워슬램(파워슬램), 다이빙 백 엘보우 드롭, 피겨 포 레그락, 하이 니로 사용을 한다. 또한 비공식적이긴 하지만 WWE 챔피언십중 하나인 밀리언 달러 챔피언십의 창조자로도 유명하다. 승리 세레모니로 100달러 지폐 뭉치를 자신이 쓰러뜨린 상대 레슬러의 입에 쑤셔넣는 퍼포먼스를 보여줬다.
태그 팀으로서는 자신이 돈으로 매수한 앙드레 더 자이언트와 팀을 짰다.
아들들인 마이클 디비아시, 테드 디비아시 주니어, 브렛 디비아시로 모두 프로레슬링선수다. 아버지인 "아이언" 마이크 디비아시 역시 프로레슬링선수다. 본명은 시어도어 마빈 디비아시 시니어(Theodore Marvin DiBiase Sr.)다.

## 신체 사항
- 키는 191cm(6 ft 3 in)
- 몸무게는 120kg(264 lb)

## Professional wrestling highlights
- - Boston crab - 1975-1979
  - Diving back elbow drop
  - Diving knee drop - 1975-1979
  - Figure-four Leglock
  - High knee
  - Jumping elbow drop - 1975-1979
  - Million Dollar Dream (Cobra clutch)
  - Million Dollar Drop (Diving seated senton)
  - Million Dollar Powerslam (Powerslam)
- Signature moves
  - Backbreaker
  - Body slam
  - Diving double axe handle
  - Fist drop
  - Gory special
  - Gutwrench suplex
  - Jumping stomp to the head of a kneeling opponent
  - Piledriver
  - Russian legsweep
  - Sleeper hold
  - Spinning toe hold
  - Standing lariat
  - Vertical suplex

- Tag teams and stables
  - Mega Bucks
  - Money Inc.
  - Million Dollar Corporation
  - NWO
  - Rat Pack

- Nicknames
  - "The Big Cheese"
  - "King Rat"
  - "The Million Dollar Man"
  - "Trillionaire Ted"

- Catchphrases
  - "Everybody's got a price, for the Million Dollar Man"

- Managers
  - Bobby Heenan
  - Jimmy Hart
  - Sapphire
  - Sensational Sherri
  - Skandor Akbar
  - Virgil/Vincent

- Wrestlers managed
  - 1-2-3 Kid/Syxx
  - André the Giant
  - Chris Benoit
  - Eric Darkstorm
  - Irwin R Schyster/VK Wallstreet
  - King Kong Bundy
  - Hollywood Hogan
  - Nikolai Volkoff
  - Ray Traylor
  - Rick Steiner
  - Scott Steiner
  - Sycho Sid
  - Tatanka
  - Ted DiBiase Jr.
  - The Ringmaster
  - Xanta Klaus

- Entrance themes
  - "It's All About the Money" by Jimmy Hart and John J McGuire (WWF/WWE)

## 수상
- NWA 유나이티드 내셔널 챔피언 (1회)
- PWF 월드 태그팀 챔피언 (2회) - 스탠 한센
- 월드 태그팀 챔피언 (1회) - 스탠 한센
- 월즈 스트롱거스트 태그 디터머네이션 리그 (1985) - 스탠 한센
- 챔피언 카아너벌 텍닉 어워어드 (1980)
- 챔피언 카아너벌 아웃스탠딩 퍼포어먼스 어워드 (1982)
- 아이언 마이크 머저키 어워드 (2010)
- NWA 센트럴 스테잇스 헤비웨이트 챔피언 (2회)
- 더치 헤비웨이트 챔피언 (1회)
- NWA 내셔널 헤비웨이트 챔피언 (2회)
- NWA 내셔널 태그팀 챔피언 (2회) - 스탠 프레이저 (1회), 스티브 올소노스키 (1회)
- 클래스 오브 2007
- 미드 사우스 노스 아메리칸 헤비웨이트 챔피언 (1회)
- 미드 사우스 태그팀 챔피언 (6회) - 폴 오르도르프 (1회), 맷 보른 (1회), 제리 스텁스 (1회), 헤라클레스 에르난데스 (1회), 스티브 윌리엄스 (2회)
- NWA 노스 아메리칸 헤비웨이트 챔피언 (트라이 스테이트 버전) (1회)
- NWA 유나이티드 스테이츠 태그팀 챔피언 (2회) - 딕 머독
- NWA 웨스턴 스테이츠 태그팀 챔피언 (2회) - 얼빈 스미스 (1회), 티토 산타나 (1회)
- 모스트 헤이터드 레슬러 오브 더 이열 (1982)
- 랭크드 넘버 17 오브 더 탑 500 싱글즈 레슬링 인 더 PWI 500 인 1991
- 랭크드 넘버 32 오브 더 탑 500 싱글즈 레슬링 오브 더 "PWI 500" 인 2003
- 랭크드 넘버 20, 언드 넘버 61 오브 더 탑 100 태그팀즈 오브 더 "PWI 이열즈" 스티브 윌리엄스, 스턴 한센 언드 어윈 알 쉐이스터 리스펙티블리 인 2003
- 클래스 오브 2007
- NWA 머주어리 헤비웨이트 챔피언 (2회)
- 스트리스 루이스 레슬링 홀 어브 페임 (2014)
- TASW 헤비웨이트 챔피언 (1회)
- WWE 24/7 챔피언 (1회)
- WWF 밀리언 달러 챔피언 (2회)
- WWF 노스 아메리칸 헤비웨이트 챔피언 (1회)
- WWF 태그팀 챔피언 (3회) - 어윈 알 쉐이스터
- WWF 킹 오브 더 링 (1988)
- WWE 홀 오브 페임 (클래스 오브 2010)
- 슬래미 어워드 (2회)
  - 휴매너테이리언 오브 더 이열 (1987)
  - 베스트 매니저 (1994)
- 베스트 기믹 (1987)
- 베스트 힐 (1987, 1988)
- 베스트 텍니컬 (1979-1981)
- 퓨드 오브 더 이열 (1982) vs 정캴드 도그
- 퓨드 오브 더 이열 (1985) vs 짐 더간
- 베스트 기믹 (1996) - NWO
- 퓨드 오브 더 이열 (1996) 뉴 월드 오더 vs 월드 챔피언쉽 레슬링
- 레슬링 옵저버 누즐레터 홀 어브 페임 (클래스 오브 1996)

## 같이 보기
밀리언 달러 챔피언십